# Скопа
Скопа́ (лат. Pandion haliaetus) — хищная птица, распространённая в обоих полушариях, единственный представитель монотипического семейства скопиных (Pandionidae).

## Описание
Крупная хищная птица длиной 55—58 см, с размахом крыльев 145—170 см. Длинные крылья характерно изогнуты в районе запястного сустава. Перья верхней стороны тела бурого цвета; темя, затылок и нижняя сторона тела — белые; в районе запястного сустава имеются тёмно-коричневые пятна, а вокруг шеи крапчатое ожерелье. С боковой стороны головы имеется бурая полоска, проходящая от клюва через глаз и шею. Восковица и ноги свинцового цвета, клюв чёрный. Молодые особи почти не отличаются от взрослых птиц, но выглядят несколько пятнистыми из-за светло-коричневых кончиков перьев на внешней стороне крыльев и хвоста. Их пятнистое ожерелье менее ярко выражено, а радужная оболочка глаза оранжево-красная, тогда как у взрослых птиц она жёлтого цвета. Взрослая окраска молодой скопы появляется к 18-му месяцу.
По сравнению с самцами, самки скопы на 20 % тяжелее, а размах их крыльев больше на 5—10 %. В Северной Америке масса самцов варьирует в пределах 1200—1600 г, масса самок — 1600—2000 г. У самок окраска более тёмная, а крапчатое ожерелье вокруг шеи более ярко выражено.
В разных регионах наблюдаются некоторые морфологические вариации: в тропиках и субтропиках птицы имеют меньший размер по сравнению с теми, кто живёт в более высоких широтах. Четыре подвида скопы показывают различия в окраске и размерах вида:
- P. h. haliaetus — крупный и самый тёмный подвид. Обитает в Евразии.
- P. h. carolinensis — крупный и тёмный подвид. Обитает в Северной Америке.
- P. h. ridgwayi — голова более светлая. Размер такой же, как у P. h. haliaetus. Обитает на островах Карибского моря. Ведёт оседлый образ жизни.
- P. h. cristatus — самый маленький подвид. Обитает в прибрежной зоне и вдоль крупных рек Австралии и Тасмании.

Согласно молекулярно-генетическим исследованиям, все подвиды рода должны быть выделены в самостоятельные виды. Подвид P. h. cristatus некоторыми выделен в самостоятельный вид Pandion cristatus (Vieillot, 1816) — восточная скопа.
Скопа имеет несколько отличительных морфологических особенностей, позволяющих ей охотиться на рыбу. Лапы скопы, в отличие от лап других хищных птиц, более длинные, когти длинные, выпуклые и изогнутые, наружный палец свободно обращается назад, что способствует захвату скользкой рыбы. Перья имеют сальную водоотталкивающую структуру, а носовые клапаны защищают ноздри от попадания внутрь воды при нырянии.

## Распространение

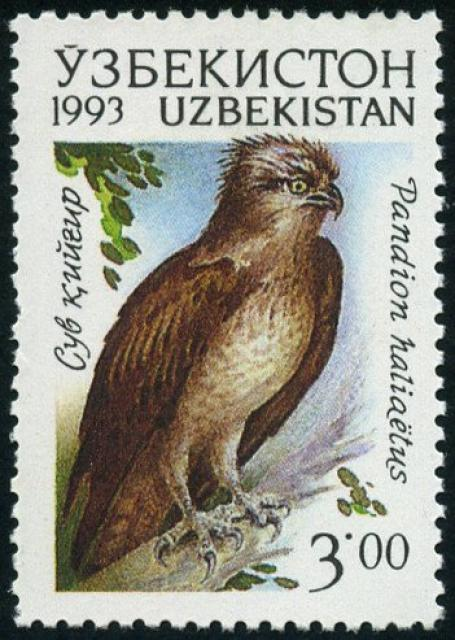
Почтовая марка Узбекистана 1993 года.

Скопы распространены во всём мире, размножаясь или зимуя на всех континентах, кроме Антарктиды. Данных о том, размножаются ли они в Южной Америке или Индо-Малайзии, не имеется, но иногда их там встречают в зимнее время. Зимой они гнездятся в Египте и на некоторых островах Красного моря.
Гнездятся они повсеместно, где имеются безопасные места для гнездовья и мелководные акватории с изобилием рыбы. Гнёзда обычно расположены в 3—5 км от воды: болот, озёр, водохранилищ или рек, но могут быть устроены и в хорошем месте над водой. Места выбираются такие, где можно построить большое гнездо, труднодоступное для наземных хищников — иногда над водой или на небольшом островке. В качестве места для гнезда может служить высохшее дерево, буй или другое искусственное сооружение.
Выводящие птенцов скопы путешествуют на расстояние до 14 км от гнезда в поисках пищи, тогда как в остальное время они могут пролетать до 10 км.

## Питание

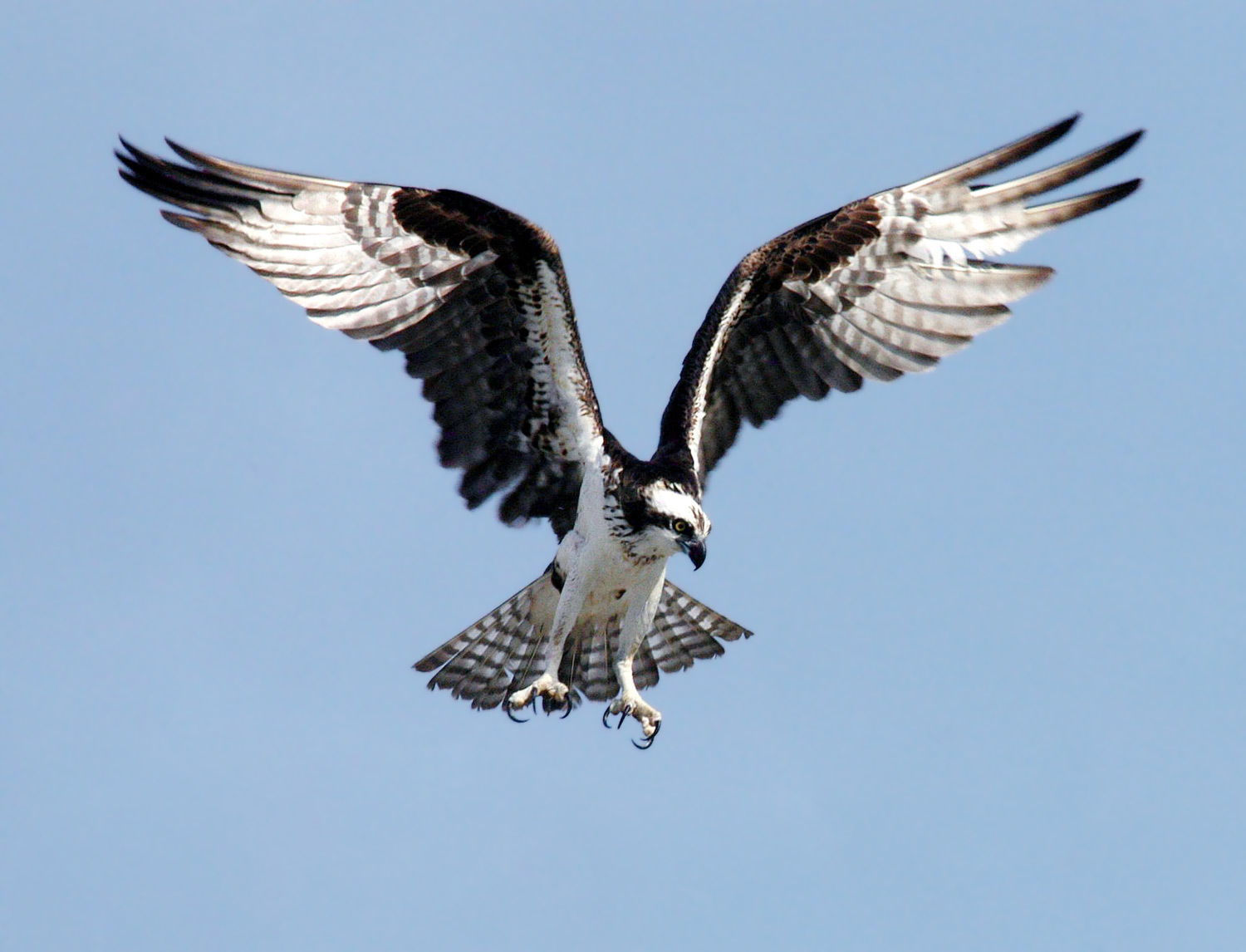
Скопа на охоте

В отличие от других хищных птиц, рацион скопы почти полностью (более 99 %) состоит из рыбы. В выборе конкретных видов птицы неразборчивы и питаются всем, что в состоянии поймать у поверхности воды. Однако на определённой территории два или три вида рыбы могут доминировать перед другими в качестве выбора жертвы.
Охотятся скопы в основном на лету (реже из засады), паря над водой на высоте 10—40 м. Когда жертва обнаружена, птица быстро опускается, выставляя лапы вперёд, отводит крылья назад и лапами вперёд погружается в воду. Для взлёта с водной поверхности она использует мощный, почти горизонтальный взмах крыла. В воздухе добыча удерживается одной лапой впереди и одной сзади, что улучшает её аэродинамические свойства. Как правило, рыба поедается начиная с головы. Если самец также в это время кормит самку, он обычно сначала съедает часть жертвы и затем относит остальное в гнездо. Добыча не прячется — остатки выбрасываются, переносятся с собой или остаются в гнезде. Скопы, как правило, не пьют воду — потребности в ней восполняет свежая рыба.
Процент успешных погружений в воду варьируется в пределах от 24 до 74 и зависит от индивидуальных способностей, погодных условий и приливно-отливного движения воды.
Хотя подавляющее большинство рациона вида составляет рыба, иногда они могут охотиться на других птиц, змей, ондатр, полёвок, белок, саламандр и даже маленьких аллигаторов.

## Размножение

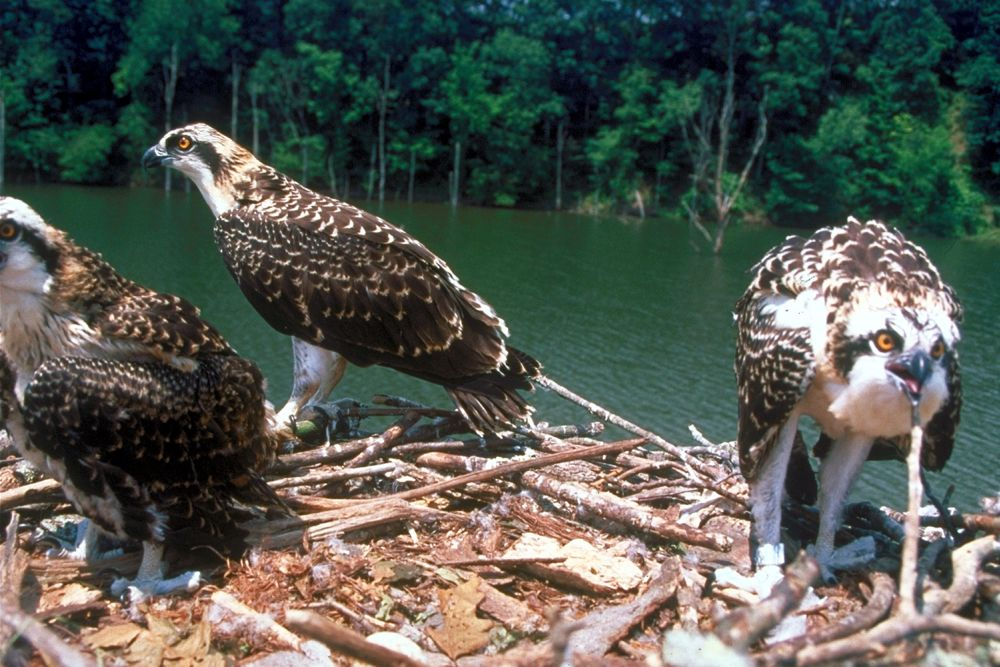
Скопиное гнездо

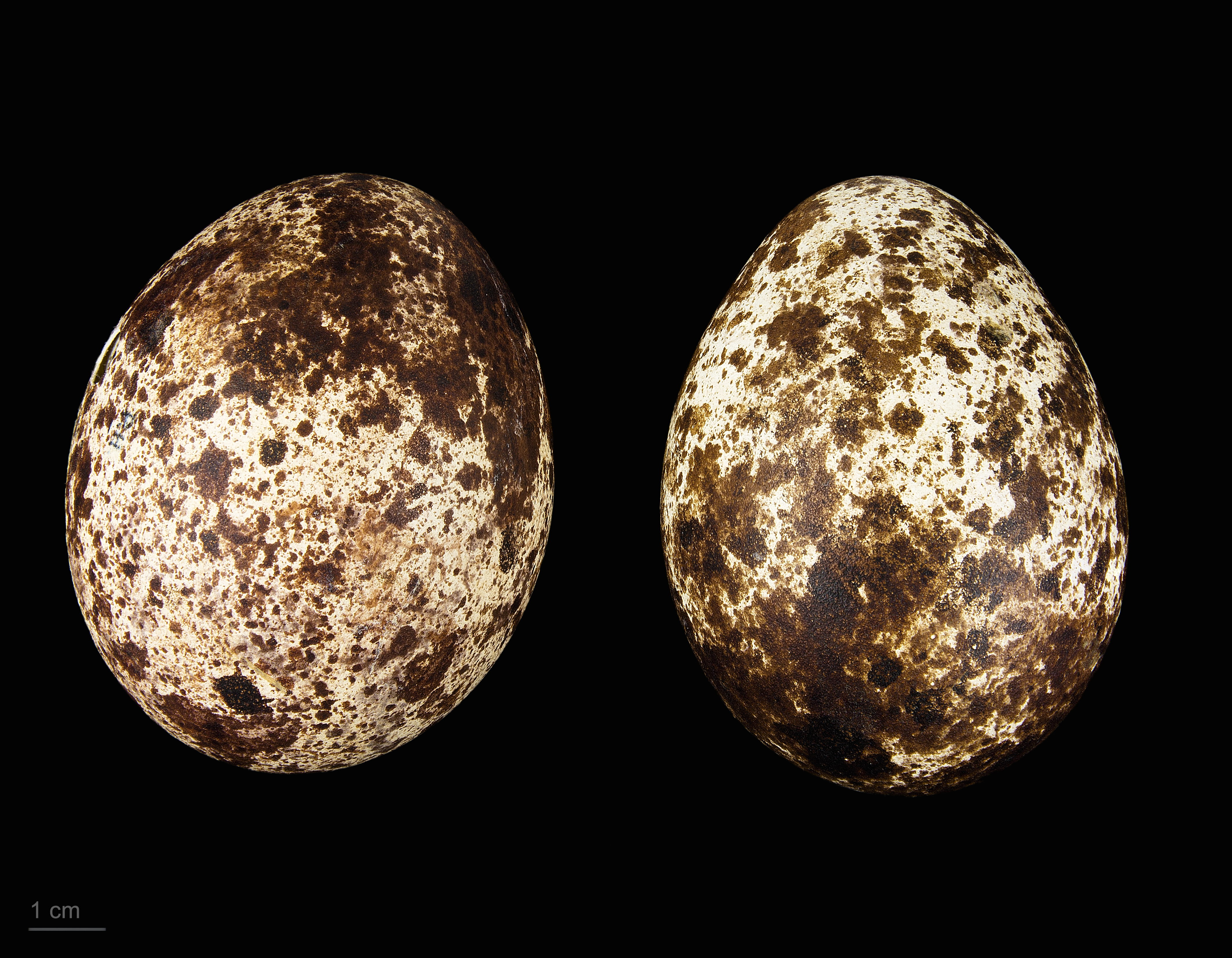
Яйца Pandion haliaetus — Тулузский музей

Живущие на севере ареала птицы в зимнее время мигрируют на юг, южные популяции ведут оседлый образ жизни. В то же время оседлые птицы, когда не гнездятся, могут путешествовать несколько часов от места гнездования в поисках пищи. Брачный период начинается в декабре-марте, у мигрирующих птиц на севере ареала в апреле или мае. Мигрирующие скопы предпочитают гнездиться там, где зима достаточно холодная и рыба в зимнее время уходит на глубину.
К месту гнездования мигрирующие самки и самцы прибывают раздельно, как правило, самец прилетает на несколько дней раньше. Иногда в районе гнезда самец выполняет заметные воздушные пируэты, что является ранним признаком ухаживания за самкой либо отпугиванием конкурентов. Как самец, так и самка собирают материал для гнезда, но строит его в основном одна самка. Гнездо строится из веточек и затем выстилается водорослями или травой. В качестве строительного материала также могут использоваться различные плавающие или лежащие на дне предметы, такие как рыболовная леска, пластиковые мешки и т. п. Одно и то же гнездо скопы используют несколько лет подряд, но каждый год достраивают его и приводят в порядок.
Как только гнездо построено, самец начинает добывать пищу для самки, и этот процесс продолжается до тех пор, пока появившиеся птенцы не оперяются либо если кладка яиц по каким-либо причинам не состоялась. Как правило, самки, которым самцы приносят больше еды, более восприимчивы к спариванию. Самки просят еду у своей пары, а если самец не способен прокормить её, то у находящихся неподалёку других самцов. Самец охраняет самку от других пришельцев и в то же время старается прокормить её.
Как правило, скопы моногамны. Полигамность возможна в редких случаях, когда гнёзда расположены близко друг от друга, и самец способен защитить оба гнезда. В таких случаях первое гнездо имеет большее репродуктивное преимущество, так как самец в первую очередь несёт пищу туда.
Самка откладывает 2—4 яйца по одному с интервалом в один-два дня каждое. Яйца белые с рыжими и красно-бурыми крапинами. Оба родителя участвуют в насиживании, инкубационный период длится около 40 дней. Птенцы появляются в том же порядке, что откладывались яйца — по одному каждые день-два. Первые птенцы раньше растут и имеют преимущество перед последующими. Если еды недостаточно, то поздние птенцы не успевают получать её и часто погибают. В результате оставшимся птенцам достаётся больше и у них выше процент выживаемости. Первое время птенцы не способны поддерживать нормальную температуру тела, и самка первые две недели почти всё время согревает их. Далее она продолжает ухаживать за ними в случае слишком холодной или жаркой погоды, пока им не исполнится примерно 4 недели.
Только появившиеся птенцы покрыты белым пухом, который сменяется тёмно-серым примерно через 10 дней. Первые перья начинают появляться примерно через две недели, а полное оперение наступает через 48—76 дней, обычно у мигрирующих популяций оно наступает быстрее. Через месяц птенцы достигают 70—80 % размера своих родителей. Оперившись, птенцы сами стараются охотиться. Тем не менее, ещё в течение 2—8 недель они могут возвращаться в гнездо в поисках еды у своих родителей. Поскольку скопы мигрируют индивидуально, молодняк должен стать полностью независимым от родителей ко времени осеннего перелёта. Кормят птенцов и защищают их от хищников и непогоды оба родителя. Во время кормления самец приносит в гнездо 3—10 рыб (по 60—100 граммов каждая) ежедневно. В гнезде самец или самка разделяет рыбу на кусочки и кормит ею птенцов.
Период половой зрелости у скоп наступает приблизительно через 3 года, но в местах редкого гнездовья может быть продлён до 5 лет. Как в Европе, так и в Северной Америке мигрирующие скопы ведут себя необычно по сравнению с другими хищными птицами. Годовалый молодняк вместо того, чтобы летом вернуться к месту гнездовья, остаётся на «зимних квартирах» круглый год, и прилетает на север только на следующее лето, когда у них появляется шанс иметь потомство.

## Выживаемость
Скопы — относительно долгоживущие птицы. Самой старой известной в Северной Америке скопой оказался самец, чей возраст оценивался в 25 лет. В Европе самый старый самец из Финляндии прожил 26 лет 25 дней. На 2011 год самой старой окольцованной самке 30 лет. Однако большинство скоп не доживают до такого возраста. Выживаемость после одного года варьируется у разных популяций, но приблизительно составляет 60 % для молодых особей до 2 лет от роду и 80—90 % для взрослых птиц.

## Образ жизни
Скопы ведут как оседлый образ жизни (на юге), так и перелётный (на севере). Граница между перелётными и оседлыми популяциями составляет приблизительно 38—40° сев. широты в Европе и 30° в Северной Америке.
Плотность гнездования сильно варьируется — расстояние между гнёздами отличается от менее 100 м до многих километров. Колонии образуются тогда, когда хорошие места для гнёзд собраны в одном месте, как это бывает, например, на островах или вдоль линии передач. Однако группирование гнёзд не является общей практикой, так как большинство птиц отстаивает свою кормовую территорию. Скопы могут защищать своё гнездо, но не станут защищать территорию вокруг него, так как рыба, на которую они охотятся, мобильна и часто находится в нескольких километрах от гнезда. Часто они охотятся группами, что бывает более эффективно.

## Враги
Скопы подвергаются нападениям воздушных хищников, в частности, сов и орлов. В Северной Америке их врагами считаются белоголовый орлан (Haliaeetus leucocephalus) и виргинский филин (Bubo virginianus), которые охотятся за птенцами и изредка взрослыми птицами. Среди наземных хищников, охотящихся за гнёздами скопы, можно назвать енотов, змей и других лазающих животных. На находящихся на зимовке птиц могут охотиться крокодилы — например, нильский крокодил (Crocodylus niloticus) может подкараулить скопу, ныряющую за рыбой.

## Охрана
Скопа не указана в международной Красной книге, но перечислена в Приложении II Конвенции по международной торговле. Она также включена в Красную книгу России, Красную книгу Беларуси.
В Финляндии уничтожение скопы наказывается штрафом в 1692 евро.
Союз охраны птиц России объявил 2018 год годом скопы.